# Cratere Hartwig (Marte)
Hartwig è un cratere sulla superficie di Marte.
Il cratere è dedicato all'astronomo tedesco Carl Ernst Albrecht Hartwig.